# Dolichopus falcatus
Dolichopus falcatus är en tvåvingeart som beskrevs av Becker 1917. Dolichopus falcatus ingår i släktet Dolichopus och familjen styltflugor. Inga underarter finns listade i Catalogue of Life.